# Confine tra Francia e Monaco
Il confine tra la Francia e il Principato di Monaco è in parte terrestre e in parte marino.
Il confine terrestre è lungo quasi 5,5 km (precisamente 5.469 metri) ed è uno dei più corti del mondo, mentre quello marino è lungo 185 km.
Confinano con il Principato di Monaco i comuni francesi di Cap-d'Ail, La Turbie, Beausoleil e Roquebrune-Cap-Martin tutti situati nel dipartimento delle Alpi Marittime della regione della Provenza-Alpi-Costa Azzurra.
Il confine tra i due stati per la parte terrestre che riguarda i comuni di Cap-d'Ail, La Turbie, Beausoleil risale al 1314, mentre il confine tra Roquebrune-Cap-Martin e il Principato di Monaco risale al 1860, dopo la cessione dei diritti del Principato di Monaco sulle Città libere di Mentone e Roccabruna alla Francia (le due città erano di fatto sotto protezione di casa Savoia dal 1848).
Il confine tra Francia e Principato di Monaco è un confine aperto senza controlli doganali, anche se in alcuni punti del confine risultano presenti alcuni piccole costruzioni che ospitano la Polizia monegasca.
Il confine passa presso il porto di Cap-d'Ail, lo stadio Louis II, il Giardino esotico, l'Ospedale Principessa Grace; la stazione di Monaco Montecarlo è invece in parte divisa tra i due stati. Il confine inoltre è poco distante dal Casinò e dalla spiaggia di Larvotto.
Il confine marittimo è stato stabilito da un trattato firmato nel 1984 ed entrato in vigore nel 1985.

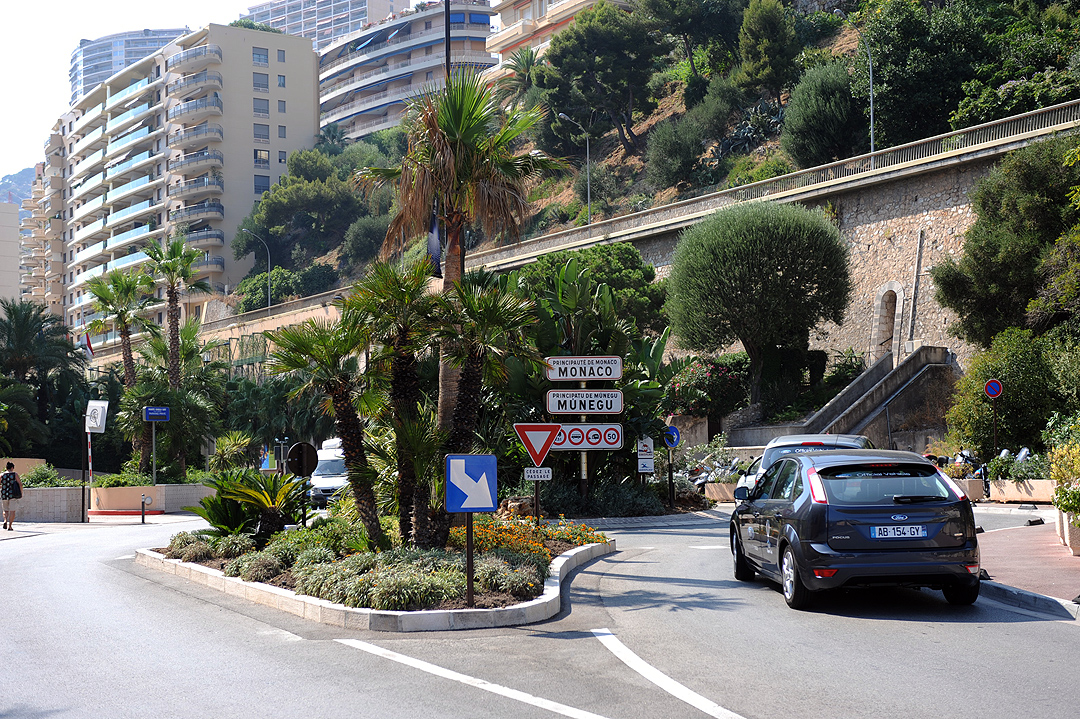
Il confine di stato tra il Principato di Monaco e Roquebrune-Cap-Martin su Avenue Princesse Grace

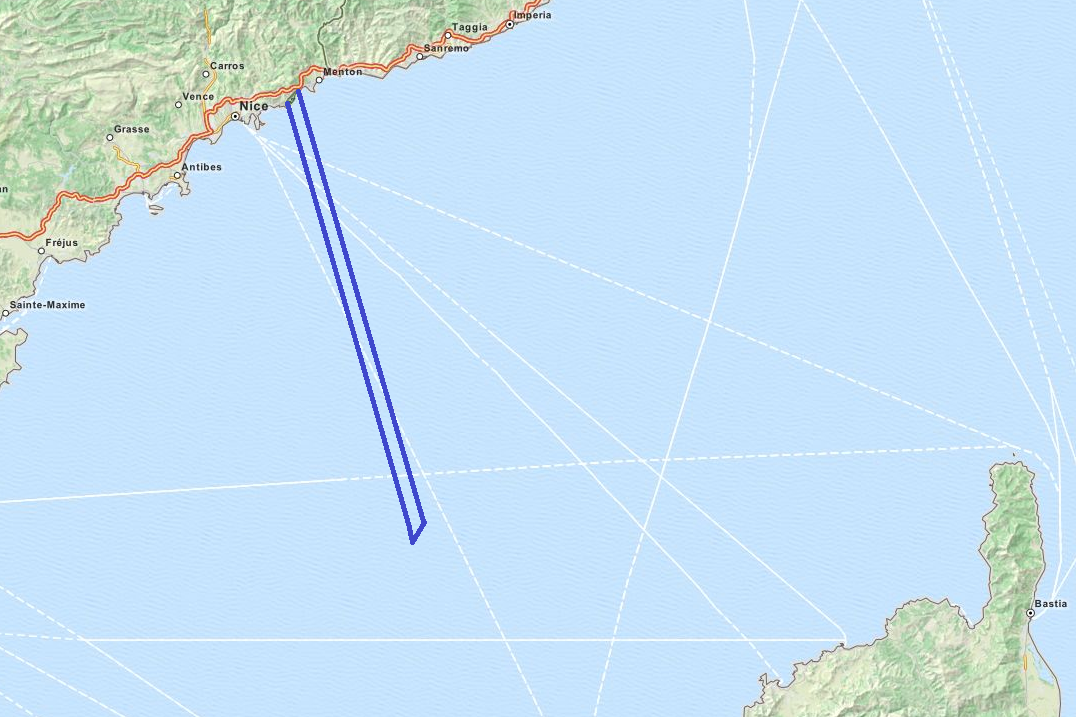
Confine tra la Francia e il Principato di Monaco fissato nel 1984

## Vie di accesso tra Francia e Monaco
- Cap-d'Ail:
  - Avenue des Castelans
  - Rue de l'Industrie
  - Rue du Gabian
  - Escalier des Pissarel
  - Avenue Hugues Savorani
  - Avenue Jacques Abba
  - Rue de l'Hôpital
  - Boulevard du Jardin Exotique
- La Turbie:
  - Avenue Hector Otto
  - Impasse des Revoires
- Beausoleil:
  - Rue du Castillon
  - Rue Pierre Curie
  - Montée Jean Jaurès
  - Rue Jean Bouin
  - Place des Moneghetti
  - Avenue d'Alsace
  - Rue Louis Pasteur
  - Rue des Martyrs de la Résistance
  - Place de la Source
  - Rue de la Source
  - Avenue di Maréchal Foch
  - Square Kraemer
  - Avenue Camille Blanc
  - Boulevard de France
  - Boulvard du Gènèral Leclerc
  - Rue du Mont Angel
  - Chemin de la Noix
  - Boulvard du Ténao
- Roquebrune-Cap-Martin:
  - Avenue Varavilla
  - Place Antoine Repaire
  - Avenue Princesse Grace
  - Boulevard du Larvotto

## Confine marittimo
Il 16 febbraio 1984 è stato delimitato il confine marittimo tra i due stati con un trattato firmato a Parigi dal ministro degli esteri francese Claude Cheysson e dal Ministro di Stato monegasco Jean Herly. Il trattato è entrato in vigore con l'Ordinanza n. 8.403 del 30 settembre 1985 del principe di Monaco Ranieri III.
Il trattato fissa le acque territoriali monegasche secondo degli archi di lossodromia che uniscono le seguenti coordinate geografiche (nel datum geodetico ED50):
- A0 : 43°45′01.49″N 7°26′22.14″E
- A1 : 43°44′35.5″N 7°27′12.6″E
- A2 : 43°33′09″N 7°31′42″E
- B2 : 43°31′46″N 7°29′48″E
- B0 : 43°43′32.9″N 7°25′10.5″E

Lo spazio marittimo sotto sovranità monegasca si estende inoltre fino agli archi di lossodromia che uniscono i punti con le seguenti coordinate geografiche:
- A3 : 42°57′59″N 7°45′25″E
- B3 : 42°56′47″N 7°43′26″E

La frontiera marittima tra i due stati si estende quindi per circa 90 km di lunghezza ed è fissato a metà della distanza che divide la Costa Azzurra dalla Corsica e raggiunge nel suo punto più profondo dopo la scarpata continentale i 2.000 m di profondità.